# 20 mm/65 Breda Mod. 1935/1939/1940
20 mm/65 Mod. 1935/1939/1940 e корабно автоматично зенитно оръдие с калибър 20 mm разработено и произвеждано в Италия от фирмата Breda. Състои на въоръжение в Кралските ВМС на Италия. Става развитие на конструкцията на 13,2 mm картечница Breda Mod. 31. Има три основни модификации, отличаващи се, главно, по конструкцията на артилерийската установка. Поставяно е на множество типове италиански военни кораби, явявайки се средство за близка ПВО на флота по време на Втората световна война. Има също сухопътна версия.
Използва се заедно с оръдието 20 mm/70 Scotti Mod. 1939/1941, производство на компанията Scotti, имащо близки характеристики и използащо същите боеприпаси 20 × 138 mm B и установки.

## Оценка на проекта
В хода на Втората световна война става явна ниската ефективност на зенитните автомати калибър 20 – 25 mm. Поразяващото действие на малокалибрения снаряд е прекалено незначително, за да свали атакуващия самолет, а скорострелността на автоматите от онова време не осигурява необходимата плътност на огъня. Далечината на стрелба позволява да се обстрелва авиацията само от близка дистанция, често след това, когато вече самолетите са използвали своето оръжие. Още през 1943 г. единичния зенитен автомат се оценява като безполезно средство.